# Отстреляй бившата
Отстреляй бившата (на английски: The Bounty Hunter) е романтична комедия от 2010 г. с участиета на Дженифър Анистън и Джерард Бътлър и режисиран от Анди Тенан. Във филма е разказана историята на ловеца на глави Майло, който трябва да залови бившата си жена — Никол, която е обявена за издирване, заради нарушена гаранция. Премиерата на филма в САЩ и Великобритания е на 19 март 2010 г.

## Актьорски състав
| Актьор           | Роля        |
| ---------------- | ----------- |
| Дженифър Анистън | Никол Хърли |
| Джерард Бътлър   | Майло Бойд  |
| Джейсън Судейкис | Стюарт      |
| Джеф Гарлин      | Сид         |
| Кати Мориарти    | Айрин       |
| Ричи Костър      | Рей         |